# 洪水 (ストラヴィンスキー)
『洪水』（こうずい、The Flood）は、イーゴリ・ストラヴィンスキーが1961年から1962年にかけて作曲した劇音楽。旧約聖書『創世記』の大洪水の話をもとにしている。CBSテレビの番組のために作曲された。グラミー賞 クラシック現代作品部門を受賞している。

## 作曲の経緯
1959年ごろ、CBSはテレビ番組のためにストラヴィンスキーに作曲を依頼した。ストラヴィンスキーは大洪水を題材とした。ロバート・クラフトによると1960年にヴェネツィアで経験した洪水（アックア・アルタ）が作曲のきっかけになったという。洪水だけではなくより広い観点から、天地創造・ルシファー・失楽園なども含む内容になった。テクストは英語で、主に創世記およびヨークとチェスターの中世の神秘劇をもとにロバート・クラフトが書いた。

## 初演
『洪水』は1962年6月14日、ストラヴィンスキーの80歳の誕生日の直前に放送された。舞踊部分の振付はジョージ・バランシン、美術はルーベン・テル＝アルトゥニアンにより、ストラヴィンスキーとロバート・クラフトが指揮した。ストラヴィンスキーの音楽はテレビのプロデューサーが許容最小時間とした時間の半分以下の長さしかなかった。このため番組は洪水伝説に関する人類学的解説や長々としたストラヴィンスキーとバランシンの共同作業についての説明、スポンサーのブレック・シャンプーの宣伝を加えたために台無しになった。また、バランシン振付による舞踊もテレビではうまく効果を発揮しなかった。
生の舞台としてはハンブルク州立歌劇場で1963年4月30日に初演された。ロバート・クラフトが指揮した。テレビ放送を前提として作曲されたために、場面転換に充分な時間が取れないなど、生の舞台では演じる上にいろいろな無理が生ずることとなった。
ジェレミー・ノーブルは、多様な内容を盛り込みすぎたために十分な密度をもった音楽になっていないと批判している。

## 編成
- 独唱（テノール、バス2）、混声合唱（バスを除く）、語り（語り手、ノア、（動物のカタログの）呼出し人、ノアの妻、ノアの息子たち）
- フルート3、アルトフルート、オーボエ2、コーラングレ、クラリネット2、バスクラリネット、コントラバスクラリネット、ファゴット2、コントラファゴット、ホルン4、トランペット3、トロンボーン3（アルト、テナー、バス）、チューバ、ティンパニ、タムタム、シロリンバ、シンバル、大太鼓、ピアノ、チェレスタ、ハープ、弦5部

テノールはルシファーを、2人のバスは神の声を表す。

## 構成
作品は合唱による音楽・音楽つきの語り（メロドラマ）・舞踊などを含む複雑な内容を持ち、契約の虹を象徴する7つの部分から構成される。最初と最後が対応する。
1. 前奏曲
2. メロドラマ
3. 箱舟の建設（管弦楽と舞踊）
4. 動物のカタログ
5. 喜劇（ノアとその妻、息子たちによる音楽つき対話）
6. 洪水（管弦楽と舞踊）
7. 虹の契約

演奏時間は約24分。

## 内容
冒頭のわずか7小節の器楽部分は極端に広い音域（5オクターブ半）の和音と弦楽器のトレモロによって、短いながらも強い印象を残す。続けてすぐにテ・デウムとサンクトゥスが合唱によって歌われる。
語り手によって神が水を分けて乾いた土地を出現させ、動物たちを創造したことが語られる。人間が創造され、ついでルシファーを創造するが、ルシファーは慢心から罰せられ、サタンとなる。神の声は常に大太鼓にはじまって2人のバスによって歌われる。ルシファー（サタン）はテノールが歌う。
メロドラマ部分にはいり、サタンは蛇の姿でイヴを騙して禁断の木の実を食べさせる。神はそれを知ってアダムとイヴを呪い、楽園から追い出す。短いファゴット三重奏の後、神は人間を滅ぼそうとし、ノアに箱舟を作るように伝える。
箱舟の建造は複雑なリズムを持つ音楽で、『ムーヴメンツ』に似たところがある。動物のカタログおよび喜劇部分は器楽に載せて語られる。クライマックスの洪水は無限に続くように感じられる（最初と最後に稲妻を模した部分がある）。
洪水の後、再び神の声とノアの語り、前奏、サタンの歌、サンクトゥス、テ・デウム（しだいにフェードアウトする）が続き、管弦楽によって静かに終わる。